# Arrondissement de Sisteron
L'arrondissement de Sisteron est un ancien arrondissement du département des Basses-Alpes créé le 17 février 1800 et supprimé le 10 septembre 1926. Les cantons furent rattachés à l'arrondissement de Forcalquier.
Le département des Basses-Alpes a pris le nom de département des Alpes-de-Haute-Provence en 1970.

## Composition

### Lors de sa suppression en 1926
- canton de La Motte-du-Caire,
- canton de Noyers-sur-Jabron,
- canton de Sisteron,
- canton de Turriers
- canton de Volonne

### Lors de sa création en 1800
- Canton de Barcillonnette
- Canton de Claret
- Canton de La Motte
- Canton de Mison
- Canton de Noyers
- Canton de Saint-Geniès
- Canton de Sisteron
- Canton de Turriers
- Canton de Volonne

## Sous-préfets
| Période           | Période           | Identité                      | Fonction précédente                                                                     | Observation                                                                    |
| ----------------- | ----------------- | ----------------------------- | --------------------------------------------------------------------------------------- | ------------------------------------------------------------------------------ |
|                   |                   |                               |                                                                                         |                                                                                |
| 22 mars 1848      | 17 janvier 1850   | Théophile Coupier             |                                                                                         | Nommé sous-préfet de Boussac                                                   |
|                   |                   |                               |                                                                                         |                                                                                |
| 12 septembre 1851 | 4 décembre 1853   | Charles Blanquart de Bailleul | Conseiller de préfecture du Pas-de-Calais                                               | Nommé sous-préfet de Bressuire                                                 |
|                   |                   |                               |                                                                                         |                                                                                |
| 23 février 1863   | 4 février 1865    | Paul Saint-Etienne Cavaignac  | Sous-préfet de Marvejols                                                                | Nommé sous-préfet de Domfront                                                  |
|                   |                   |                               |                                                                                         |                                                                                |
| 20 septembre 1871 | 24 mai 1873       | Ocellus Huet                  | Sous-préfet de Largentière                                                              | Destitué                                                                       |
|                   |                   |                               |                                                                                         |                                                                                |
| 21 février 1877   | 24 mai 1877       | Marie-Pierre Buard            |                                                                                         | Remplacé                                                                       |
| 30 décembre 1877  | 4 janvier 1878    | Étienne Joucla                | Publiciste à Marseille et à Avignon,                                                    | Nommé sous-préfet d'Apt                                                        |
| 1er novembre 1878 | 26 janvier 1881   | Jean Cousin de la Tour Fondue |                                                                                         | Nommé sous-préfet de Neufchâtel                                                |
| 26 janvier 1881   | 6 novembre 1881   | Edmond Carron                 |                                                                                         | Nommé sous-préfet d'Espalion                                                   |
| 6 novembre 1881   | 3 avril 1884      | Joseph Exbrayat               | Sous-préfet d'Espalion                                                                  | Nommé sous-préfet de Saint-Amand                                               |
| 3 avril 1884      | 13 février 1886   | Vincent Guisquet              |                                                                                         | Nommé sous-préfet d'Embrun                                                     |
| 13 février 1886   | 1er décembre 1888 | Honoré Leygue                 | Sous-préfet de Bourganeuf                                                               | Nommé sous-préfet de Moissac                                                   |
| 1er décembre 1888 | 12 février 1890   | Louis Chenot                  | Secrétaire général de la préfecture du Territoire-de-Belfort                            | Nommé sous-préfet de Saint-Girons                                              |
| 12 février 1890   | 9 juillet 1890    | Jean Chapron                  | Secrétaire particulier de son père, préfet de la Charente-Inférieure                    | Nommé sous-préfet de Limoux                                                    |
| 9 juillet 1890    | 18 avril 1891     | François Tourné               |                                                                                         | Nommé sous-préfet de Briançon                                                  |
| 18 avril 1891     | 31 décembre 1892  | Joseph Tourel                 | Sous-préfet d'Argelès                                                                   | Nommé sous-préfet de Nyons                                                     |
| 31 décembre 1892  | 19 janvier 1893   | Jean Bois                     | Sous-préfet de Saint-Pons                                                               | Nommé sous-préfet de Nontron                                                   |
| 19 janvier 1893   | 1er février 1894  | Joseph Tourel                 | Sous-préfet de Nyons                                                                    | Nommé sous-préfet de Saint-Girons                                              |
| 1er février 1894  | 12 septembre 1894 | Clément Bonhoure              | Chef de cabinet du préfet du Finistère                                                  | Nommé sous-préfet de Poligny                                                   |
| 12 septembre 1894 | 18 mars 1895      | Charles Dupraz                |                                                                                         | Nommé sous-préfet de Saint-Julien                                              |
| 18 mars 1895      | 16 novembre 1895  | Jacques Trigant-Geneste       | Conseiller de préfecture de Saône-et-Loire                                              | Nommé sous-préfet de Montbéliard                                               |
| 16 novembre 1895  | 23 mai 1896       | Gabriel Le Tainturier-Fradin  | Chef de cabinet du préfet des Alpes-Maritimes                                           | Nommé sous-préfet de Nogent-sur-Seine                                          |
| 23 mai 1896       | 3 juillet 1898    | Georges François              | Chef adjoint du cabinet du ministre de l'Agriculture Albert Viger                       | Redevient chef de cabinet du ministre de l'Agriculture Albert Viger            |
| 19 juillet 1898   | 22 avril 1899     | Rémy Chauvac                  | Secrétaire général de la préfecture du Gers                                             | Nommé sous-préfet de Bagnères-de-Bigorre                                       |
| 22 avril 1899     | 1er avril 1901    | Édouard Christian             | Sous-préfet de Baume-les-Dames                                                          | Nommé sous-préfet d'Ussel                                                      |
| 1er avril 1901    | 9 septembre 1902  | Jean Ducaud                   | Attaché au cabinet du président du Sénat                                                | Nommé sous-préfet de Saint-Girons                                              |
| 9 septembre 1902  | 5 septembre 1904  | Louis Simoneau                | Secrétaire particulier du sous-secrétaire d'état aux postes et télégraphes Léon Mougeot | Nommé secrétaire général de la préfecture de la Haute-Saône                    |
| 5 septembre 1904  | 30 décembre 1905  | Sylvestre Schneider           |                                                                                         | Nommé sous-préfet de Redon                                                     |
| 30 décembre 1905  | 7 novembre 1908   | Auguste Bertin                |                                                                                         | Nommé sous-préfet de Ribérac                                                   |
| 7 novembre 1908   | 10 juin 1909      | Jean Chapsal                  |                                                                                         | Nommé sous-préfet d'Espalion                                                   |
| 10 juin 1909      | 15 juillet 1914   | Joseph Signoret               | Sous-préfet de Barcelonnette                                                            | Nommé sous-préfet d'Yssingeaux                                                 |
| 15 juillet 1914   | 26 septembre 1914 | Pierre Julien                 | Sous-préfet de Barcelonnette                                                            | Mobilisé pour la 1ère guerre mondiale                                          |
| 2 octobre 1914    | 13 juillet 1917   | Léonard Lavaud                | Conseiller de préfecture des Basses-Alpes                                               | Nommé sous-préfet de Barbezieux                                                |
| 13 juillet 1917   | 20 février 1921   | Albert Sauvaire               | Sous-préfet de Barcelonnette                                                            | Nommé sous-préfet d'Yssingeaux                                                 |
|                   |                   |                               |                                                                                         |                                                                                |
| 12 janvier 1926   | 22 septembre 1926 | Jules Grosjean                |                                                                                         | Rattaché à la préfecture des Basses-Alpes à la fermeture de la sous-préfecture |